# Wiedemannia foliacea
Wiedemannia foliacea är en tvåvingeart som beskrevs av Vaillant 1960. Wiedemannia foliacea ingår i släktet Wiedemannia och familjen dansflugor. Inga underarter finns listade i Catalogue of Life.